# ابراهیم کتابدار
ابراهیم کتابدار (زادهٔ ۲۸ بهمن ۱۳۶۸ در تبریز – درگذشتهٔ ۲۵ آبان ۱۳۹۸ در کرج) یکی از کشته‌شدگان اعتراضات آبان ۱۳۹۸ ایران بود.

## زندگی
ابراهیم کتابدار در ۲۸ بهمن سال ۱۳۶۸ در تبریز متولد شد. او متأهل و دارای ۲ فرزندِ دختر ۴ ساله و ۲ ساله به نام‌های «سِودا» و «سوگند» بود. وی در مهدی‌آباد کیانمهر کرج مکانیکی و نمایشگاه اتومبیل داشت.

## کشته‌شدن
ابراهیم کتابدار، روز ۲۵ آبان سال ۱۳۹۸ در حالی‌که در مقابل محل کارش ایستاده بود، از ناحیهٔ قلب هدف گلولهٔ مستقیم قرار گرفت و جان‌باخت. سکینهٔ احمدی، مادر ابراهیم کتابدار در این رابطه گفته‌است:
ابراهیم رفته بود مغازه و کاسب بود. با خانمش و بچه‌هایش با ما زندگی می‌کردند. زنگ زدم که برای ناهار بیاید خانه و پدرش هم برای ناهار دنبال او رفته بود. اما ابراهیم همین که از مغازه بیرون آمده بود هر دو دستش توی جیب‌هایش بود که گلوله را توی قلبش زده بودند. نه توی درگیری بود نه ربطی به درگیری‌ها داشت اما او را هدف گرفته بودند. از زنگ من به ابراهیم برای ناهار، ده دقیقه هم نشد که به من زنگ زدند گفتند ابراهیم تیر خورده. گفتم یعنی چی تیر خورده؟ گفتند پلیس و بسیج ریخته‌اند اینجا و درگیری است.
او در ادامه گفته‌است: «من با پای برهنه افتادم توی خیابان، دیدم قیامت است. خودشان گلوله می‌زدند، مردم را می‌زدند، زن‌ها را می‌زدند، هرکسی که می‌گذشت را می‌زدند. برده بودند بیمارستان شریعتی و وقتی رسیدم، دیدم تن بی‌جان بچهٔ مرا روی سرامیک گذاشته‌اند.»
پیکر ابراهیم کتابدار ۲ روز پس از کشته‌شدن، به خانواده تحویل داده شد و در بی‌بی سکینه کرج به خاک سپرده شد.

## حواشی
- فیلم لحظهٔ تیرخوردن ابراهیم کتابدار، که توسط دوربین‌های مدار بسته ضبط شد، نشان می‌دهد او در مقابل مغازهٔ خود به همراه چند نفر دیگر، بدون هیچ رفتار تحریک آمیز یا خلاف قانون ایستاده‌است که ناگهان با شلیکی دقیق به قلبش به زمین می‌افتد و کشته می‌شود.[۱۲][۸]
- در گواهی فوت ابراهیم کتابدار به گفتهٔ مادرش، «اصابت گلوله به قلب خارج از نزاع» نوشته شده‌است.[۱][۱۳]
- در هنگام تحویل پیکر ابراهیم کتابدار، از پدرش تعهد گرفته شد تا بدون سر و صدا مراسم خاک‌سپاری انجام شود.[۱]
- مادر ابراهیم کتابدار، با مادر پویا بختیاری دیدار کرد و از «فراخوان پنجم دی» به منظور برگزاری مراسم چهلمین روز جان‌باختن کشته‌شدگان اعتراضات آبان، حمایت کرد.[۱۴][۱۵]
- مادر ابراهیم کتابدار، در ویدئویی که برای مسیح علی‌نژاد ارسال کرد، با اشاره به کشته شدن فرزندش و نیز پویا بختیاری، بر برگزاری مراسم چهلم این دو علی‌رغم دستگیری پدر و مادر پویا تأکید کرد.[۱۶][۵]
- مراسم چهلم ابراهیم کتابدار با حضور نیروهای امنیتی برگزار شد. مادر ابراهیم کتابدار در این مورد گفته‌است:[۱]

چهلمش همهٔ لباس شخصی‌ها ریختند بی‌بی سکینه و ما را دوره کردند. زمانی که امام حسین را کشتند یزیدی‌ها زینب را دوره کردند و زینب گفت من می‌روم از برادرم دفاع کنم بعد مرا بکشند. مرا هم دوره کردند سر مزار بچه‌ام. گریه کردم فریاد زدم بالام وای حسین وای. مردم هم کاری نمی‌کردند از ترس‌شان. همه جا مأمور ریخته بود صورت‌شان نقاب زده بودند و همه‌جا بودند. جگر من آتش گرفت.
- سکینهٔ احمدی، مادر ابراهیم کتابدار، به مدت ۲ روز توسط وزارت اطلاعات بازداشت شد.[۱۷]
- در آبان ۱۳۹۹، مادر ابراهیم کتابدار در گفتگو با مسیح علی‌نژاد از تهدیدهای مداوم نیروهای امنیتی سخن گفت.[۱۸][۱۹]